# Résolution 353 du Conseil de sécurité des Nations unies
Membres permanents
- Chine
- États-Unis
- France
- Royaume-Uni
- URSS

Membres non permanents
- Australie
- Autriche
- RSS de Biélorussie
- Cameroun
- Costa Rica
- Indonésie
- Iraq
- Kenya
- Mauritanie
- Pérou

Résolution no 352 Résolution no 354
La résolution 353 du Conseil de sécurité des Nations unies est une résolution du Conseil de sécurité des Nations unies adoptée le 20 juillet 1974. Elle fait suite à la tentative de coup d'État grec,  ayant provoqué l'intervention militaire turque qui s'ensuivit sur l'île de Chypre.
La résolution demande aux pays garants de la Constitution et de l'indépendance chypriote : la Grèce, la Turquie et le Royaume-Uni d'entrer immédiatement en négociations pour rétablir la paix sur l'île, à la suite de l'intervention militaire de la Turquie en juillet 1974. Le retrait de toutes les troupes étrangères, grecques et turques est également demandé comme un préalable au dialogue intercommunautaire.
À l'origine de cette décision, la prise de parole de Makarios III, président de la république de Chypre à l'époque des faits

## Texte
- Résolution 353 sur fr.wikisource.org
- Résolution 353 sur en.wikisource.org